# Tabajara Ruas
Tabajara Ruas (Uruguaiana, 11 de agosto de 1942) é um escritor e cineasta brasileiro.

## Biografia
Cursou arquitetura na Universidade Federal do Rio Grande do Sul, concluindo na Det Kongelige Danske Kunstakademi, em Copenhage. Estudou cinema na High School de Vejle, na Dinamarca.
Entre 1971 e 1981 ficou exilado no Uruguai, no Chile, na Argentina, na Dinamarca, em São Tomé e Príncipe e em Portugal devido à sua atuação política na ditadura militar.
Tabajara atua em cinema desde 1978, como diretor, roteirista e produtor. Em 1999, com Beto Souza, roteirizou e dirigiu seu primeiro longa-metragem, Netto perde sua alma, baseado em seu livro homônimo.
Entre 2002 e 2003 foi consultor especial da Rede Globo na minissérie A casa das sete mulheres. Em 2007, lançou o documentário longa-metragem Brizola - Tempos de Luta, sobre o político Leonel Brizola.
Ruas dirigiu outros quatro longas-metragens de ficção: Netto e o domador de cavalos (2008), Os senhores da guerra (2012), A cabeça de Gumercindo Saraiva (2018) e Perseguição e cerco a Juvêncio Gutierrez, com lançamento previsto para 2024.
A região submersa, seu primeiro romance, foi publicado em 1978 em Portugal e na Dinamarca. No total, são 11 livros publicados no Brasil e traduzidos em 10 países. Também publicou folhetins, ensaios, artigos, participou de coletâneas e fez traduções, além de editar diversos livros para publicidade. Pesquisa realizada pela Editora da UFRGS com 40 críticos e intelectuais (publicada pelo jornal Zero Hora) escolheu Tabajara Ruas como um dos dez maiores romancistas do Rio Grande do Sul.
Entre diversos títulos e homenagens à sua obra, Tabajara foi condecorado com a ordem do Mérito Judiciário do Trabalho, no grau de Comendador; recebeu a Medalha da Vitória do Ministério da Defesa, o Prêmio Erico Verissimo, a Medalha do Mérito Farroupilha, o Troféu Guri e o título de cidadão de Porto Alegre. Em 2020, foi agraciado com o Troféu Escritor do Ano pela Academia Rio-Grandense de Letras. Foi escolhido como patrono da 69ª Feira do Livro de Porto Alegre.

## Obras literárias
- Ruas, Tabajara e Colin, Flavio (1985). A Guerra dos Farrapos 1 ed. [S.l.]: L&PM Quadrinhos. 88 páginas

- Bones, Elmar e Ruas, Tabajara (1997). A cabeça de Gumercindo Saraiva 1 ed. [S.l.]: Editora Record. 226 páginas. ISBN 8501051284

- Ruas, Tabajara (1997). O fascínio 1 ed. [S.l.]: Editora Record. 144 páginas. ISBN 8501048712

- Ruas, Tabajara (1998). O amor de Pedro por João 1 ed. [S.l.]: Editora Record. 384 páginas. ISBN 8501052345

- Ruas, Tabajara (2000). A região submersa 1 ed. [S.l.]: Editora Record. 304 páginas. ISBN 8501056812

- Ruas, Tabajara (2001). Netto perde sua alma 1 ed. [S.l.]: Editora Record. 160 páginas. ISBN 8501062642

- Ruas, Tabajara (2001). Perseguição e cerco a Juvêncio Gutierrez 7 ed. [S.l.]: Editora Record. 144 páginas. ISBN 8501067202
- Ruas, Tabajara (2008). O detetive sentimental. Porto Alegre: Record. ISBN 978-8501081179
- Ruas, Tabajara; Duclós, Nei (2007). Diogo e Diana em: meu vizinho tem um rottweiller (e jura que ele é manso). Florianópolis: Galera Record. ISBN 978-8501077875
- Ruas, Tabajara; Duclós, Nei (2011). Diogo e Diana em: A trilha da lua cheia. Florianópolis: Galera Record. ISBN 9788501092168
- Ruas, Tabajara (2014). Minuano. Porto Alegre: Besouro Box. ISBN 978-8599275870
- Ruas, Tabajara (2015). Gumercindo. Porto Alegre: Besouro Box. ISBN 978-8555270185

- Ruas, Tabajara (1985). Os varões assinalados. O grande romance da Guerra dos Farrapos 1 ed. [S.l.]: L&PM Editores. 544 páginas. ISBN 8525412473

Esta edição de Os varões assinalados reúne em um só volume as três partes, "O país dos centauros"; "A república de Anita"; "A carga dos lanceiros", publicadas anteriormente em volumes separados:
- Ruas, Tabajara (2005). Os varões assinalados. O país dos centauros. 1 1 ed. Porto Alegre: L&PM Editores. 236 páginas. ISBN 8525413925

- Ruas, Tabajara (2005). Os varões assinalados. A República de Anita. 2 1 ed. Porto Alegre: L&PM Editores. 192 páginas. ISBN 8525413933

- Ruas, Tabajara (2005). Os varões assinalados. A carga dos lanceiros. 3 1 ed. Porto Alegre: L&PM Editores. 202 páginas. ISBN 8525413941

## Filmografia
- Netto perde sua alma[10] - filme brasileiro de 2001
- Brizola Tempos de Luta[11] - documentário brasileiro de 2007
- Netto e o Domador de Cavalos - filme brasileiro de 2008
- Os Senhores da Guerra - filme brasileiro de 2016
- A cabeça de Gumercindo Saraiva - filme brasileiro de 2018
- Perseguição e Cerco a Juvêncio Gutierrez - filme brasileiro com lançamento previsto para 2024.